# Jean Villiers
Jean Villiers, francoski maršal in politik, * 1384, † 1437.